# Монюмент (град, Орегон)
Монюмент (на английски: Monument) е град в окръг Грант, щата Орегон, САЩ. Монюмент е с население от 151 жители (2000) и обща площ от 1,4 km². Намира се на 609,6 m надморска височина. ЗИП кодът му е 97864, а телефонният му код е 541.